# スィックス・ディグリーズ・レコーズ
シックス・ディグリーズ・レコード（Six Degrees Records）は、アメリカ合衆国のインディーズ系レコードレーベル。ワールドミュージック系のレーベルとして特に知られている。

## 来歴
1996年設立。当初は、アイランド・レコード傘下のレーベルとして設立されたが、1999年頃までに、大手の傘下を離れ、独立系レコード会社となる。

## アーティスト
ここの項目の主要ソース：
| - アリス・ラッセル（英語: Alice Russell (singer)） - アザム・アリ - バラケ・シソコ - ヴァンサン・セガール - ベベウ・ジルベルト - ベト・ヴィラーリス（Beto Villares） - ボンベイ・ダブ・オーケストラ（Bombay Dub Orchestra） - ボサクカノヴァ（英語: Bossacucanova） - ブラウンナウト（Brownout） - シェビー・サバー（英語: Cheb i Sabbah） |  | - セルソ・フォンセカ（英語: Celso Fonseca） - ボビ・セースペデス（Bobi Céspedes） - アニ・チョイン・ドルマ - スティーヴ・ティベッツ（英語: Steve Tibbetts） - シベウレ（英語: Cibelle） - クルミン（英語: Curumin） - セウ（英語: Céu） - ダ・クルス（英語: Da Cruz） - デイヴィッド・スターファイア（英語: David Starfire） - ダートワイヤー（Dirtwire） |  | - ドム・ラ・ネナ - エジプシャン・プロジェクト（Egyptian Project） - ガウディ（英語: Gaudi (musician)） - イサ・バガヨゴ - ジェフ・ストット（Jef Stott） - カッセ・マディ・ジャバテ（Kassé Mady Diabaté） - カーシュ・カーレイ（英語: Karsh Kale） - ラル・メリ（Lal Meri） - レニーニ（英語: Lenine (musician)） - ローガ・ラミン・トルキアン（英語: Loga Ramin Torkian） |

| - ロス・モコソス（Los Mocosos） - ミディヴァル・パンディッツ - マクリート（英語: Meklit Hadero） - ナターシャ・アトラス - ニヤーズ（英語: Niyaz） - オホス・デ・ブルッホ - パスィフィカ（英語: Pacifika） - パタト（英語: Carlos "Patato" Valdes） - ピエル・ファッチーニ（英語: Piers Faccini） - ララ・アヴィス（Rara Avis） |  | - シュリフト (バンド)（英語: Shrift (band)） - シルヴァ（SILVA） - シルバナ・ケイン（英語: Silvana Kane） - ソナンチシュ（Sonantes） - スパニッシュ・ハーレム・オーケストラ（英語: Spanish Harlem Orchestra） - ザ・ドー（英語: The Dø） - ジ・オーブ - ザ・リアル・チューズデイ・ウェルド（英語: The Real Tuesday Weld） - トム・ミドルトン（英語: Tom Middleton） - アンダーシー・ポエム（Undersea Poem） |

| - ヴィユー・ファルカ・トゥーレ（英語: Vieux Farka Touré） - ウォーレン・ククルロ（英語: Warren Cuccurullo） - ウスタード・スルタン・ハン（英語: Sultan Khan (musician)） - ウィリー・ポーター（英語: Willy Porter） - ゾンバ・プリズン・プロジェクト（Zomba Prison Project） - スーコ103（英語: Zuco 103） |

## 日本での輸入販売元
東京都調布市にあるインディペンデント・レコード会社「MUSIC CAMP, Inc.」が、日本でのシックス・ディグリーズ・レコードの独占輸入販売元となっている（2025年5月現在）。